# Josef Chaloupek

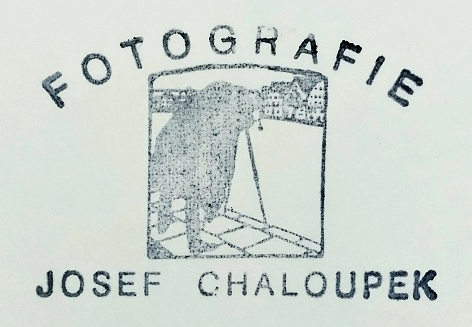
Logo fotografa Josefa Chaloupka

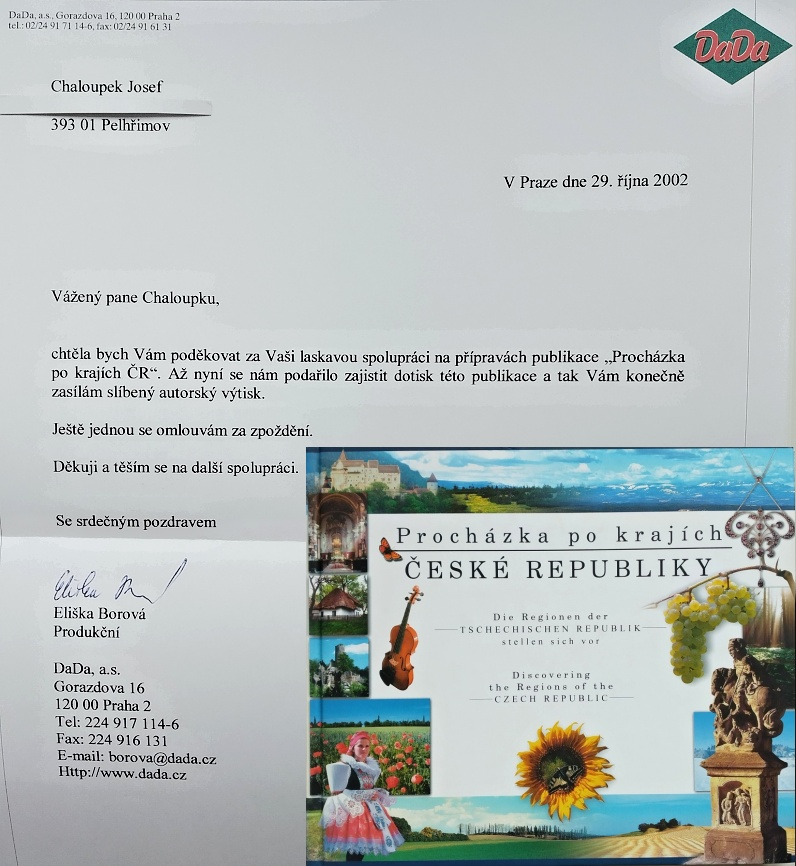

Josef Chaloupek (11. března 1931 Pelhřimov – 3. května 2014 Pelhřimov) byl český amatérský fotograf.

## Život
Otec Jan Chaloupek byl živnostník, obuvník, maminka Marie v domácnosti, oba aktivní členové Sokola. Měl ještě mladší sestru Marii.
V Telči se vyučil svrškařem – modelářem, základní vojenskou službu prožil v Janovicích nad Úhlavou a Nýrsku. Po vojně byl dva roky zaměstnán ve Spojených kartáčovnách v Pelhřimově, od roku 1957 do roku 1994 byl vedoucím prodejny Snaha Jihlava v Pelhřimově.
V roce 1956 se oženil s Hanou Hejdukovou, v roce 1959 se jim narodil syn Milan. V roce 1992 manželka tragicky zahynula. O deset let později našel novou životní partnerku Danielu, s níž se v roce 2005 oženil a zůstali spolu až do jeho smrti v roce 2014. (Daniela Chaloupková byla též spoluautorkou textů k manželově fotografické publikaci Pelhřimovsko a krásy Vysočiny očima fotografa Josefa Chaloupka.)
Josef Chaloupek začal fotografovat zhruba ve svých dvaceti letech. Věnoval se převážně krajinářské fotografii, ale i architektuře, a to v tehdejším Československu i v zahraničí. Postupně se specializoval na krajinu Vysočiny, proměny svého města, jeho památky a zajímavosti v blízkém i vzdálenějším okolí. Jako fotograf nechyběl téměř u žádné významné události ani u návštěv význačných osobností v regionu.
Přestože se fotografii věnoval pouze amatérsky, byl dlouholetým členem Svazu českých fotografů, odborným pracovníkem Jihočeského krajského výboru a poradního sboru v Českých Budějovicích, členem Fotoklubu Pelhřimov a častým porotcem fotografických soutěží.

## Tvorba

### Setkání s osobnostmi
- Během svého života se setkal s mnoha významnými osobnostmi kulturního a společenského života – Yvettou Simonovou, Martou Kubišovou, Václavem Havlem[7] a mnoha dalšími.
- V roce 1974 se jako jediný fotograf mohl zúčastnit natáčení televizního Dostaveníčka v Pelhřimově, které bylo zároveň jediným natáčením Lubomíra Lipského v jeho rodném městě.
- V roce 1991 věnoval tehdejšímu prezidentovi Václavu Havlovi vlastní knihu reportážních fotografií z jeho první porevoluční návštěvy Pelhřimova, za niž obdržel od prezidenta poděkování.[7]

### Knižní a časopisecké publikace
- V roce 2000 se podílel na knize Pelhřimovsko ve druhém tisíciletí a o rok později na reprezentativní publikaci Procházka po krajích České republiky, vydané ministerstvem pro místní rozvoj pro potřebu českých zastupitelských úřadů a ambasád v zahraničí.[8]
- V roce 2005 vyšla jeho autorská kniha Pelhřimovsko a krásy Vysočiny očima fotografa Josefa Chaloupka. Úvodním slovem ji opatřil PhDr. Zdeněk Mahler a spisovatel, fotograf a novinář Miloš Konáš.[6]
- Fotografie Josefa Chaloupka často otiskoval Literární měsíčník, Almanach jihočeských fotografů, časopisy Československá fotografie, Slunovrat, Fotografie, příležitostně spolupracoval s časopisy Quo, Žena a život, Quo vadis a dalšími. Spolupodílel se na fotografických publikacích Jižní Čechy, domov šťastných a spokojených lidí, Fotografie jihočeských autorů, Vysočina.
- V roce 1996 vyšla Josefu Chaloupkovi ve spolupráci s Městským úřadem Pelhřimov autorská kniha fotografií Ouvertura pro Pelhřimov, vydaná při příležitosti 400 let od povýšení Pelhřimova na město královské.

### Jiné
Josef Chaloupek byl autorem mnoha propagačních materiálů pro městské úřady v kraji Vysočina, soukromé i státní firmy, skládaček, brožur a desítek pohlednic z Pelhřimovska a okolí, spolupracoval s několika celostátními i místními deníky a týdeníky.

### Výstavy
Během své fotografické kariéry měl Josef Chaloupek několik samostatných autorských výstav a spoluúčastnil se přibližně stovky výstav doma i v zahraničí.Za své fotografie i diapozitivy získal mnohá ocenění, některá i opakovaně, například Cenu Vysočiny, Cenu AQUA Znojmo, Amfo Martin a další. V zahraničí byla jeho největším oceněním účast v reprezentační kolekci na Bienále FIAP v Itálii v roce 1975 , dále mezinárodní fotovýstavy v Maďarsku, Rakousku, Rumunsku, Německu aj. Za svou činnost získal druhý stupeň výstavní činnosti Svazu českých fotografů.

## Ocenění

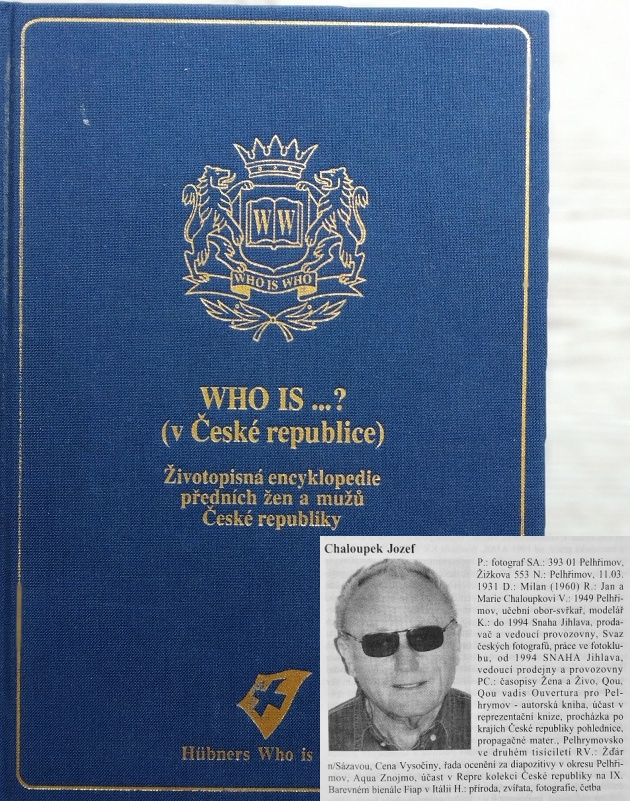
Obálka publikace Who is...? a článek o J. Chaloupkovi

V roce 2004 byl uveden v životopisné encyklopedii předních osobností České republiky Who is ...?.

## Galerie

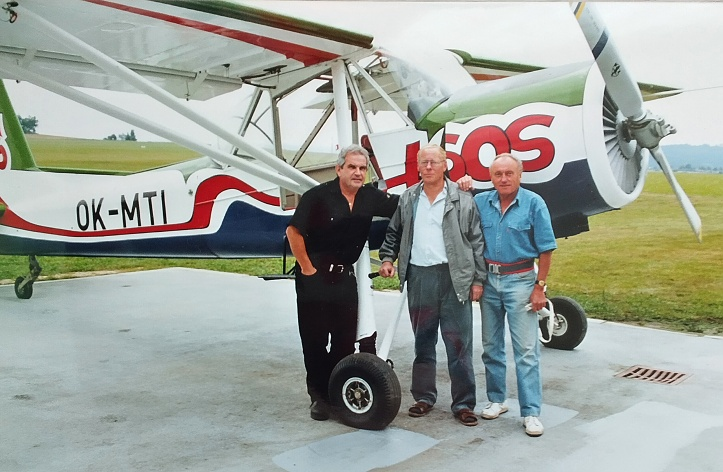
Aero
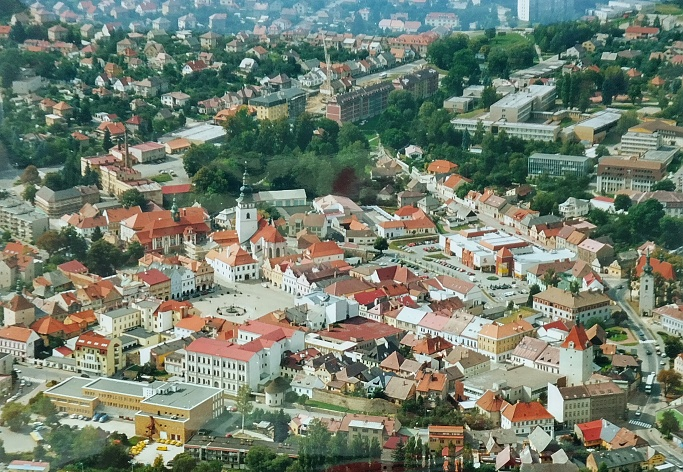
Aero
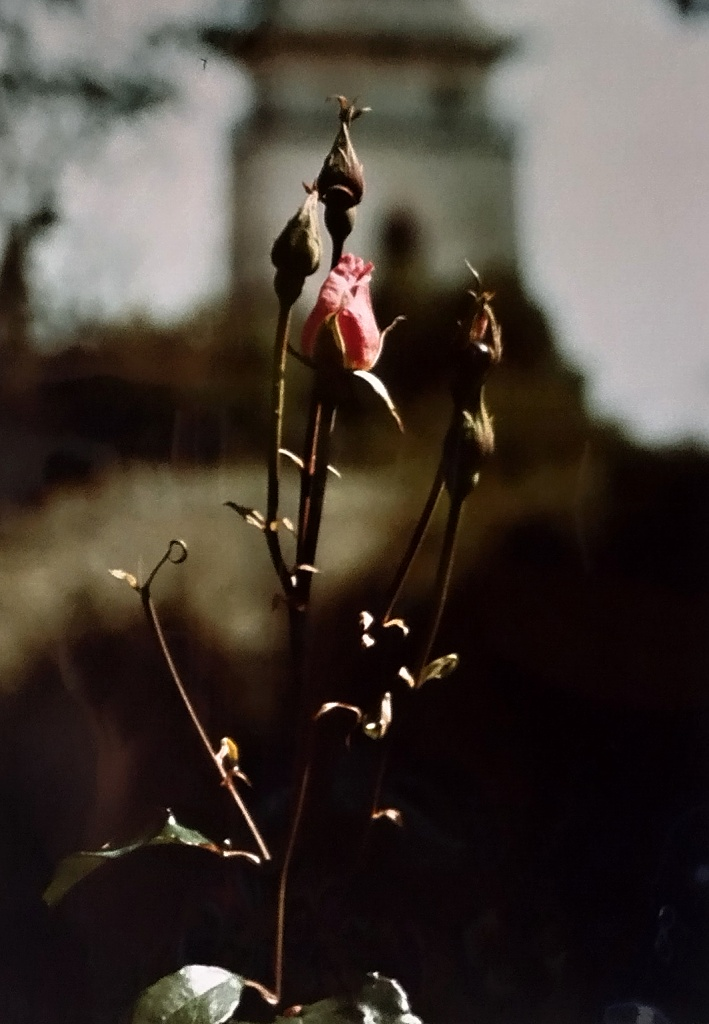
Růže
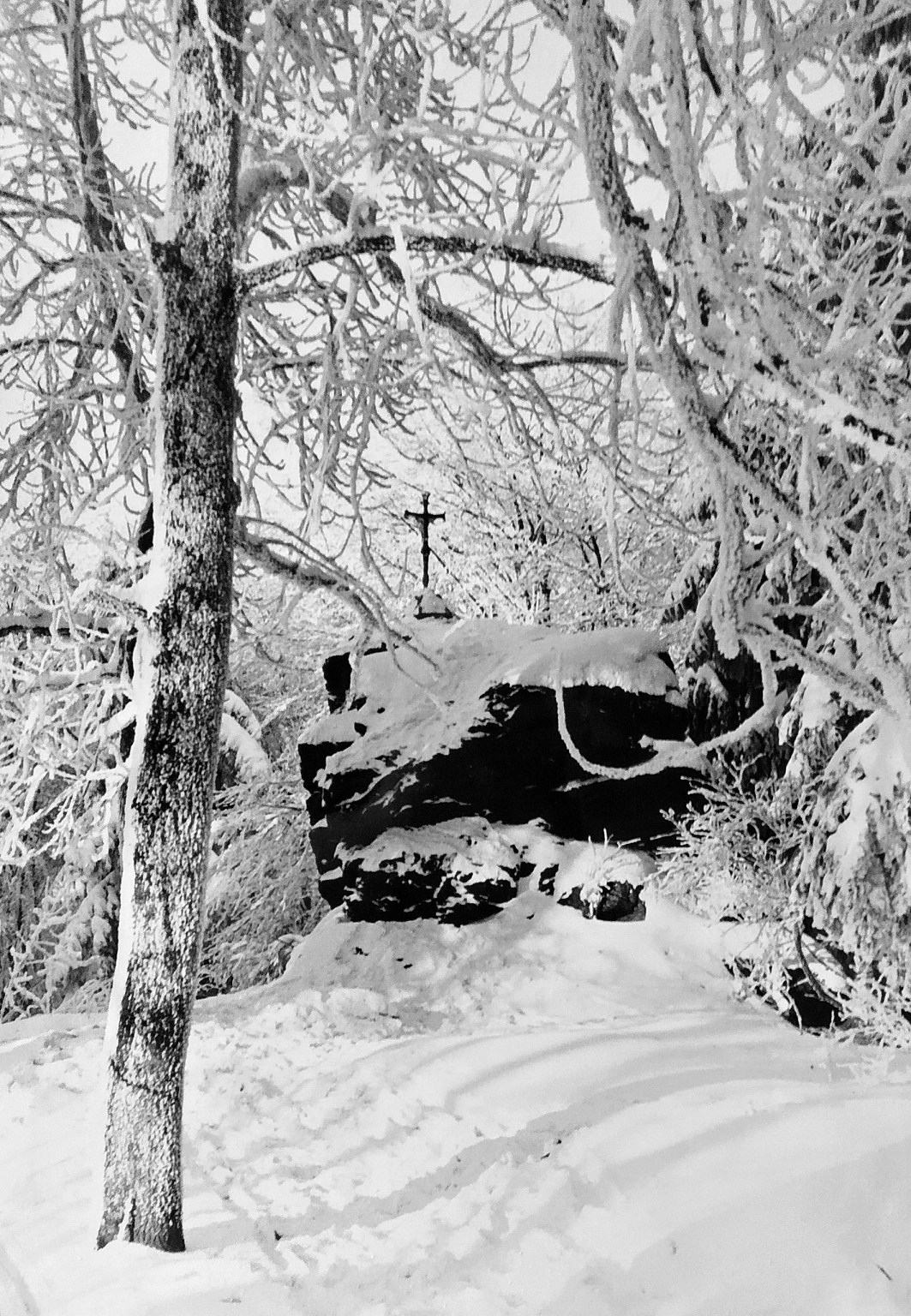
Skalka na Křemešníku
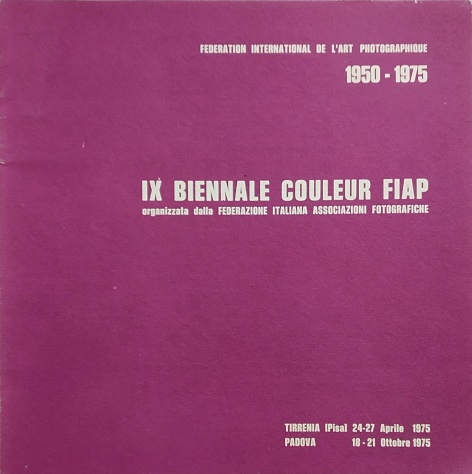
Itálie
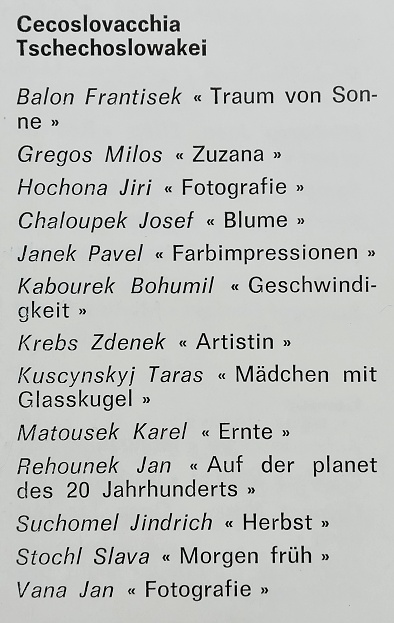
Itálie
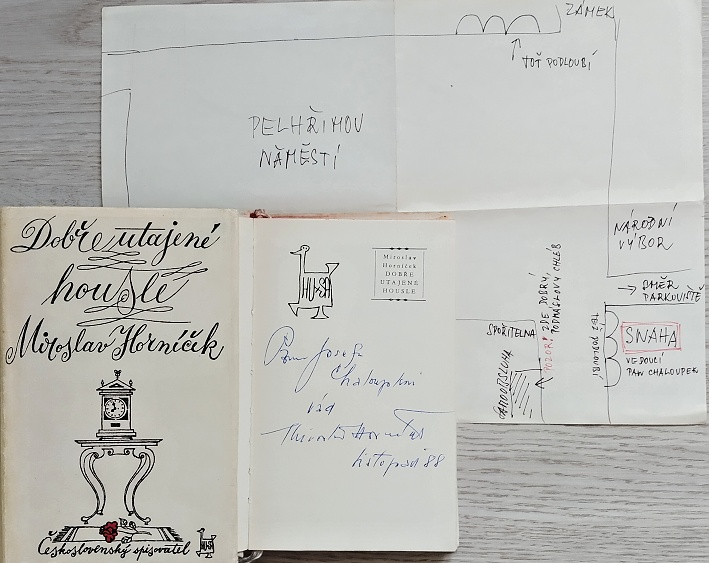
Horníček
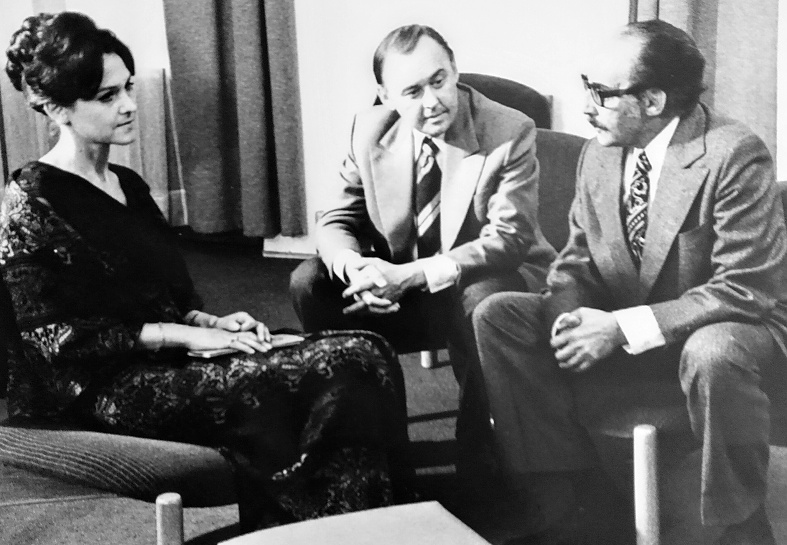
Dostaveníčko
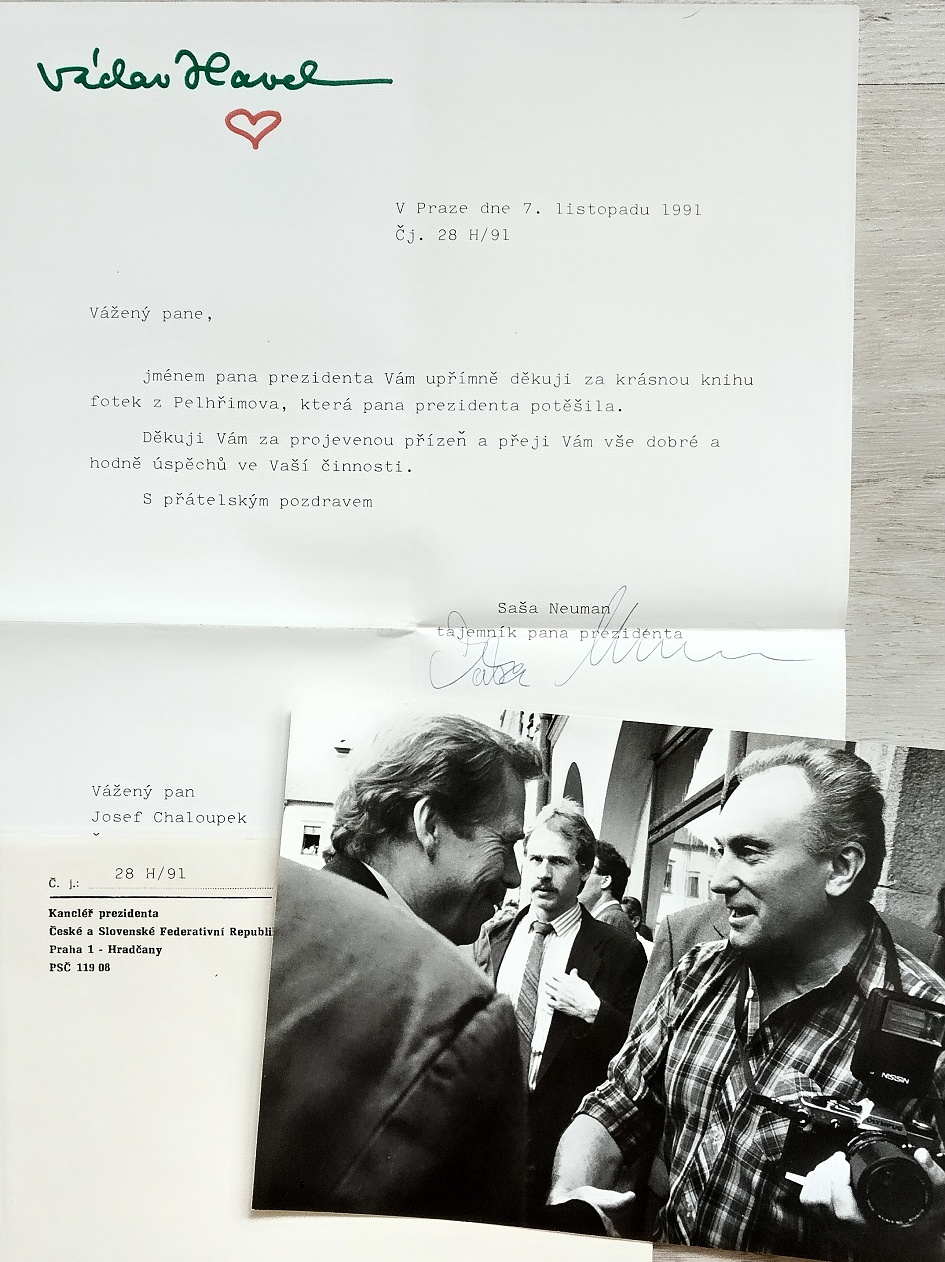
Dopis